# Sarcophaga lanei
Sarcophaga lanei är en tvåvingeart som först beskrevs av Townsend 1934.  Sarcophaga lanei ingår i släktet Sarcophaga och familjen köttflugor. Inga underarter finns listade i Catalogue of Life.